# Facultatea de Electronică, Telecomunicații și Tehnologia Informației (Universitatea Politehnica din București)
Facultatea de Electronică, Telecomunicații și Tehnologia Informației s-a deschis in 1953 ca parte integranta a Universității Politehnica din București (U.P.B). Oferă pregătire în domenii precum: electronică aplicată, telecomunicații, tehnologie și fiabilitate, dispozitive, circuite și arhitecturi electronice, fizică tehnică (inginerie fizică).
Facultatea de Electronică, Telecomunicații și Tehnologia Informației ocupă un spațiu impresionant, de circa 20000 m2, în campusul Leu. Facultatea ocupă două clădiri, conținând laboratoare și săli de curs, în centrul campusului. Alte clădiri importante sunt Centrul Studențesc cu aproximativ 500 de camere, sala de sport, centrul medical, trei restaurante etc. 
Facultatea de Electronică, Telecomunicații și Tehnologia Informației oferă studenților și absolvenților săi un ansamblu armonios de avantaje educaționale.
Membrii corpului profesoral, cu o bogată experiență în cercetare, predau cursuri atât studenților, cât și absolvenților în domeniile Electronică, Microelectronică, Ingineria Calculatoarelor și Telecomunicații. 
In toate aceste domenii, accentul este pus pe acumularea de cunoștințe teoretice și practice. Toate cursurile sunt alcătuite astfel încât să îndeplinească toate cerințele educaționale și de instruire, cerințe impuse de tehnologia de vârf actuală și pentru a fi de folos în industria și afacerile corespunzătoare bazate pe transfer de tehnologie în România. 
Ca rezultat al unor puternice legături și colaborări cu industria și mediul de afaceri, facultatea a răspuns la creșterea cererii de recrutare a absolvenților din industrie printr-un bagaj mai larg de cunoștințe, incluzând atât o calificare în domeniul tehnologic, cât și în domeniul economic și managerial.

## Istoric

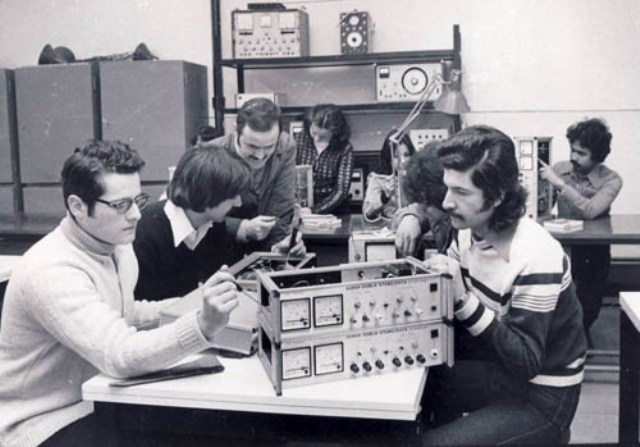
Laborator în facultatea de Electronică - 1979

Facultatea de Electronică, Telecomunicații și Tehnologia Informației (ETTI) este una dintre cele mai mari și mai cunoscute facultăți din țară, școlarizând peste 3000 de studenți și oferind studenților și absolvenților săi un ansamblu armonios de avantaje educaționale.
Învățământul românesc de electronică a existat în cadrul Școlii Politehnice din București încă din anul 1920 sub formă de cursuri specializate de electronică și telecomunicații. Aceste două domenii de interes au fost reunite în anul 1924 în specialitatea Telefonie-Telegrafie din facultatea de Electromecanică, devenind apoi în anul 1929 secția Electrocomunicații din cadrul aceleiași facultăți.
În anul 1953 a fost fondată Facultatea de Electronică, cu direcțiile de specializare: Electronică industrială, Radiocomunicații și Telefonie-Telegrafie. În anul 1955 numele a fost schimbat în Facultatea de Electronică și Telecomunicații. În anul 1990 se formează trei secții majore de specializare: Electronică industrială, Comunicații și Microelectronică, în cadrul fiecărei secții de specializare existând direcții de aprofundare pentru pregătirea studenților. Denumirea actuală a facultății, respectiv Facultatea de Electronică, Telecomunicații și Tehnologia Informației, a fost stabilită în 2005 în concordanță cu curricula actuală.
Activitatea universitară în facultate se desfășoară conform sistemului Bologna în cele trei cicluri: licență – cu o durata de 4 ani cu scopul instruirii fundamentale a viitorului inginer electronist de telecomunicații și tehnologia informației, masterat – pentru aprofundarea domeniilor de specialitate și doctorat.  Toate programele de studiu sunt acreditate de ARACIS (Agenția Română de Asigurare a Calității în Învățământul Superior). Facultatea colaborează cu multe universități din țară și străinătate, iar diplomele obținute la absolvire sunt recunoscute în întreaga lume.

## Domenii de licență
- Calculatoare și Tehnologia Informației (CTI)
- Inginerie Electronică, Telecomunicații și Tehnologii Informaționale (IETTI)
- Inginerie Electronică, Telecomunicații și Tehnologii Informaționale - engleză (IETTI Engleză)[2]

## Specializări
- Inginerie Electronică, Telecomunicații și Tehnologii Informaționale:
  1. Electronică Aplicată[nefuncțională – arhivă]

  2. Tehnologii și Sisteme de Telecomunicații Arhivat în 26 ianuarie 2024, la Wayback Machine.
  3. Rețele și Software pentru Telecomunicații Arhivat în 26 ianuarie 2024, la Wayback Machine.
  4. Microelectronică, Optoelectronică și Nanotehnologii[nefuncțională – arhivă]

- Inginerie Electronică, Telecomunicații și Tehnologii Informaționale - engleză:
  1. Electronică Aplicată[nefuncțională – arhivă]

  2. Tehnologii și Sisteme de Telecomunicații Arhivat în 26 ianuarie 2024, la Wayback Machine.
- Calculatoare și Tehnologia Informației:
  1. Ingineria Informației Arhivat în 26 ianuarie 2024, la Wayback Machine.

Programele de studiu în limba engleză (Electronică aplicată – în limba engleză și Tehnologii și sisteme de telecomunicații – în limba engleză) sunt acreditate de ARACIS și certificate EUR-ACE (European Accredited Engineer) ceea ce validează calitatea și recunoașterea studiilor de licență în cadrul universităților din Europa și din lume cât și din partea mediului economic. Studierea în limba engleză oferă studenților următoarele avantaje:
- înțelegerea termenilor și noțiunilor din electronică, telecomunicații și tehnologia informației din literatura de specialitate străină;
- deprinderea unui limbaj de specialitate comun cu angajații companiilor multinaționale;
- participarea în programele de mobilități studențești internaționale ERASMUS+
- realizarea proiectului de diplomă în limba engleză, recunoscut de universități din străinătate;
- continuarea studiilor la programe de masterat cu predare în limba engleză din țară și din străinătate

## Departamente
- Telecomunicații -> http://www.elcom.pub.ro
- Dispozitive, circuite și arhitecturi electronice -> https://www.dcae.pub.ro/en/
- Tehnologie electronică și fiabilitate -> http://www.euroqual.pub.ro/
- Electronică aplicată și ingineria informației -> http://www.eaii.pub.ro/ Arhivat în 6 iunie 2008, la Wayback Machine.